# Sjunnesson
Sjunnesson är ett svenskt efternamn. I december 2022 var det enligt SCB 680 personer med Sjunnesson som efternamn, och 35 personer med stavningen Schunnesson. Enligt Skatteverket var det 694 personer som hade Sjunnesson som efternamn, 1 person med det som förnamn och 37 personer med den alternativa stavningen.
Vilhelm Ljungfors forskade fram och publicerade hela Sjunnesson-släktträdet i sin bok En skånsk bondestam från början af 1700-talet, utgiven 1913. Verket innehåller sammanlagt 547 poster och endast personer med egna barn presenteras med egen tabellpost, därför innehåller boken fler än 547 namn. I denna utgick han från Sjunne Jönsson (död 1747) och ifrån fyra av hans fem söner delade han upp släkten i fyra grenar: äldre Reslövsgrenen, äldre Åkarpsgrenen, Felestadsgrenen och yngre Reslövs- och Eslövsgrenen. Den femte sonens son dog ung och bidrog alltså inte vidare till släktträdet.
År 2002 gav Inger Wetterlin ut ett faksimil av boken. Detta innehåller också ett supplement med hennes släktings ättlingar som hon har sammanställt. 

## Personer med efternamnet Sjunnesson
- Anders Sjunnesson, svensk arkitekt
- Ewert Sjunnesson, svensk handbollsspelare
- Helle Schunnesson, svensk journalist
- Johanna Sjunnesson, svensk cellist
- Jan Sjunnesson, svensk skolledare
- Kalle Sjunnesson, svensk operasångare
- Lars Sjunnesson, svensk serieskapare
- Laura Sjunnesson, svensk småskollärare och textilkonstnär
- Richard Sjunnesson, medlem i metalcorebandet Sonic Syndicate
- Tone Schunnesson, svensk författare
- Torgny Schunnesson, svensk filmskapare
- Tomas Sjunnesson, svensk målare